# Mănăstirea Hagigadar
Mănăstirea Hagigadar (în armeană Հաճկատար) este o fostă mănăstire armenească de maici, construită în perioada 1512-1513 în satul Bulai din comuna Moara (județul Suceava). Mănăstirea este situată în apropierea drumului european E85 (Fălticeni-Suceava), pe partea stângă, în vale, înainte de intrarea în municipiul Suceava, la 3 km de oraș.
Mănăstirea Hagigadar a fost inclusă în Lista monumentelor istorice din județul Suceava, elaborată în anul 2004, având codul SV-II-a-A-05504. Ansamblul este format din 2 obiective:
- Biserica „Adormirea Maicii Domnului”-Hagigadar - datând din anul 1512 și având codul SV-II-m-A-05504.01
- Zidul de incintă - datând din anul 1512 și având codul SV-II-m-A-05504.02

Mănăstirea Hagigadar a fost ridicată pe Dealul lui Bulai, „pe o culme rotundă, parcă ar fi făcută de mână de om, pe un gorgan înverzit” (după cum a scris Nicolae Iorga), care se află în mijlocul unei văi. Această mănăstire este închinată Maicii Domnului și poartă un nume armenesc: Hagigadar însemnând în limba armeană "îndeplinirea dorințelor".

## Istoric

### Ctitorirea mănăstirii

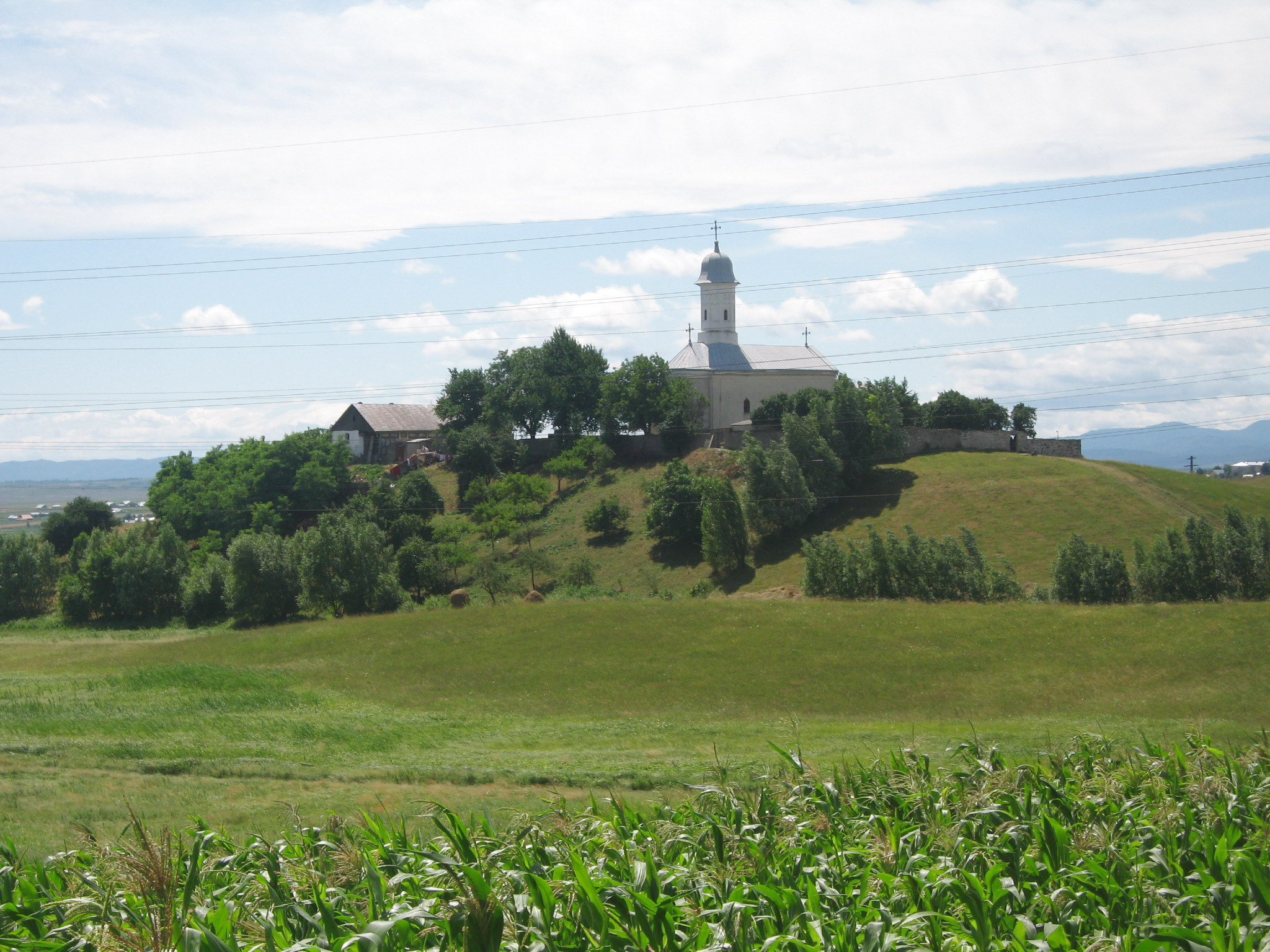
Mănăstirea Hagigadar

Biserica Mănăstirii Hagigadar a fost construită între anii 1512-1513, în timpul domniei lui Bogdan cel Orb (1504-1517), de către Drăgan Donavac (Donavachian), un negustor armean de vite. Acest lucru reiese dintr-o inscripție săpată cu dalta în ușorul ușii de intrare în biserică. Există mai multe legende cu privire la zidirea acestei biserici, cu ușoare deosebiri între ele. Conform tradiției, Drăgan Donavac conducea o dată o cireadă de boi spre Beci (Budapesta) și a făcut un popas pe locul unde se găsește astăzi mănăstirea, adormind. El ar fi auzit îngerii cântând, în vis, și, crezând că acesta a fost un semn dumnezeiesc, a jurat ca la întoarcere să înalțe acolo o mănăstire, ceea ce a și făcut. După o altă sursă, Drăgan Donavac a făgăduit că va clădi biserica dacă va termina negoțul cu câștig.
După o altă versiune a legendei, pe culmea Dealului Bulai exista anterior un mic paraclis din lemn, părăsit de oameni. Într-o noapte au poposit acolo doi frați armeni, pe nume Donavachian, care se îndeletniceau cu negoțul de vite. Ei au oprit cireada de vite pe care o conduceau spre Budapesta, hotărând să înnopteze lângă bisericuța de pe culme. Ei au urcat la paraclis și s-au rugat mult pentru a avea noroc în negustorie. În aceeași noapte, au auzit în vis îngerii cântând și le-a apărut Maica Domnului, care le-a spus: “Vă binecuvântez să vă izbutească negoțul și familiile voastre să trăiască în bunăstare. Dar dacă va fi așa, vă cer ca atunci când vă veți întoarce pe locul acesta să ridicați o mănăstire cu hramul Adormirea Maicii Domnului”. Negustoria le-a mers foarte bine fraților Donavachian și, întorcându-se de la Budapesta, ei au îngenuncheat pe colina unde se afla paraclisul și au mulțumit Maicii Domnului. O versiune asemănătoare a legendei este relatată și de alți autori.
Mănăstirea construită pe Dealul Bulai a primint numele de Hagigadar (în alte lucrări ea apare și sub numele de Hagioiagadar, Hagiuigadar sau Hacigadar) care înseamnă în limba armeană "Îndeplinirea dorințelor" (în limba armeană: “hagiui” = dorință, “gadar” = împlinire).
Unii autori îl consideră pe Asduadzadur (Bogdan) Donavachian drept ctitor al acestei biserici. Acesta era fiul lui Drăgan Donavac și la acea dată avea o vârstă fragedă, neputând astfel să întemeieze biserica.

### Etape în construcția bisericii
Cercetările arheologice au scos la iveală trei etape în construcția acestei biserici:
- În prima etapă, din anul 1512, s-a construit o biserică compusă numai din naos și altar și un sistem de boltire semisferică de tip calotă. Fundațiile bisericii vechi sunt foarte solide. La baza unui picior de schelă, s-au descoperit șapte monede de argint din perioada de domnie a lui Bogdan al III-lea (1504-1517). Monedele bine conservate, cu diametrul de 18 mm, au pe o parte stema cu capul de bour a Moldovei, iar pe revers un scut cu însemnele cavalerești ale voievodului.
- A doua etapă de construcție datează din a doua jumătate a secolului al XVII-lea, când s-a construit actualul pronaos (cu intrarea prin portalul de nord) și o turlă octogonală.
- Cea de-a treia etapă a avut loc în a doua jumătate a secolului al XIX-lea, când s-a demolat zidul care separa pronaosul de naos, iar biserica a dobândit actuala configurație volumetrică. Tot atunci s-au construit două pridvoare închise spațioase, dintre care se mai păstrează astăzi doar cel de pe latura sudică.

În a doua jumătate a secolului al XVII-lea, s-a construit zidul de incintă, care înconjoară mănăstirea. În incinta complexului monahal se mai aflau două edificii anexe, unul în colțul de nord-est, azi dispărut, care a fost probabil stăreție, și altul în colțul de sud-est, care se păstrează și astăzi cu rol de arhondaric.
O descriere latină a Sucevei din anul 1693 consemnează că în sudul orașului se afla o mănăstire de călugărițe din veniturile căreia erau întreținute, în perioadele de pace, aproximativ 40 de fecioare și văduve. Toate acestea trăiau după obiceiul vechi, fără a fi depus vreun jurământ, în toată evlavia și castitatea.
La începutul secolului al XVIII-lea, Biserica Hagigadar era deteriorată în urma deselor invazii inamice. Nemulțumit de starea în care se găsea biserica și dorind ca aceasta să fie reparată, unul dintre strănepoții ctitorului Drăgan Donavac, bogatul negustor armean Dominic Bogdanovici din Liov, lăsa prin testament, la 10 martie 1707, suma de 300 de florini (zloți) polonezi.
Lucrările desfășurate în a doua jumătate a secolului al XIX-lea au fost recepționate, în mod solemn, la 4 august 1863, cu prilejul sărbătoririi jubileului de 350 de ani de la întemeierea acestui așezământ. O lucrare de restaurare a bisericii a avut loc în 1896 și a fost executată de un meșter italian.

### Mănăstirea Hagigadar în secolele XX și XXI
În perioada cât Bucovina s-a aflat sub stăpânirea austriacă (1774-1918), Mănăstirea Hagigadar a fost considerată o lungă perioadă un metoc de maici, fiind cunoscută ca "metocul cel armenesc"  sau "Mitoc" , cu toate că aici nu au fost niciodată călugărițe în sensul propriu al cuvântului, ci numai niște femei retrase din lume, care duceau o viață austeră. Chiar dacă după primul război mondial colonia suceveană de armeni s-a micșorat, biserica de pe dealul Bulai și-a păstrat renumele că ar avea virtuți miraculoase.
În toamna anului 1943 (lunile octombrie și noiembrie), arhimandritul Vazken Balgian (viitor catolicos de Ecimiadzin și patriarh suprem al tuturor armenilor) a petrecut la Mănăstirea Hagigadar o perioadă de pregătire canonică, fiind instruit de către preotul stavrofor Mampré Biberian (care gira din noiembrie 1942 funcția de locțiitor de prelat al Eparhiei Armene din România), care a stat cu el la Suceava și l-a ajutat la învățarea și aprofundarea Liturghiei și a regulilor Bisericii Armene. Ca urmare a acestei pregătiri teologice, la 28 noiembrie 1943, arhimandritul Vazken Balgian a fost numit în funcția de locțiitor de prelat al Episcopiei Armene din București.
Mănăstirea Hagigadar a suferit în anul 1993 consecințele unui incendiu neașteptat provocat de un fulger. 
În anul 2001, hramul Mănăstirii Hagigadar a coincis și cu sărbătorirea a 600 de ani de la înființarea Episcopiei Armene din Suceava și a 1700 de ani de când creștinismul este religie de stat în Armenia.
La 12 august 2001, cu prilejul aniversării a 1700 ani de când religia creștină a fost proclamată drept religie de stat în Armenia și a 600 ani de când, prin hrisovul voievodului Moldovei Alexandru cel Bun, s-a înființat Episcopia Armeană de la Suceava, au avut loc la Mănăstirea Hagigadar o serie de manifestări organizate sub egida Ministerului Culturii și Cultelor, a Arhiepiscopiei Bisericii Armene din România și Consiliului Județean Suceava. S-a celebrat o liturghie solemnă, oficiată de un sobor de preoți, în frunte cu arhiepiscopul Dirayr Mardichian de la Arhiepiscopia Armeană din București și cu arhiepiscopul Krikoris Buniatian de la Dioceza de Armavir (Armenia), apoi a avut loc o agapă creștină, la care au participat invitații și o parte dintre cei peste 200 de credincioși prezenți.
La aceste manifestări au participat acad. prof. dr. Răzvan Theodorescu, ministrul culturii și cultelor, IPS Pimen Zainea, arhiepiscopul ortodox al Sucevei și Rădăuților, Karine Khazinian, ambasadoarea Armeniei la București, prefectul Ioan Cușnir al Sucevei, vicepreședinții Consiliului Județean Suceava, liderii armeni din România Varujan Vosganian și Vartan Arachelian.
Între anii 2004-2007, cu sprijinul material al familiei lui Gaidzag Ohanesian, armean român stabilit de mulți ani în Los Angeles și președinte de onoare al Organizației „RAFFI“, asociația armenilor originari din România, a fost pietruit drumul de acces la Mănăstirea Hagigadar, s-au reparat aleile din jurul bisericii și poarta de intrare, s-au restaurat fântâna din curtea mănăstirii și trapeza. Tot prin bunăvoința acestei familii, s-au efectuat unele reparații la turla bisericii.
La solicitarea Episcopiei Armene din România care dorea să pună în valoare ansamblul monastic Hagigadar, în a doua jumătate a anului 2010 s-a efectuat o cercetare arheologică atât în exterior, cât și în interiorul lăcașului de cult. Până atunci, complexul monahal nu a fost niciodată cercetat din punct de vedere arheologic. Săpăturile arheologice au fost coordonate de arheologii Florin Hău și Ștefan Dejan de la Muzeul Bucovinei din Suceava. Rezultatele cercetărilor din exteriorul bisericii (pe laturile de est și de sud) s-au dovedit neconcludente, dar cele din interior au dus la determinarea a trei etape în construcția lăcașului de cult. În interiorul bisericii, sub pavimentul din cărămidă de secol XIX, situat aproape de axul longitudinal, s-a descoperit un mormânt din perioada medievală, fără lespede deasupra, care s-a păstrat intact.

## Descrierea mănăstirii

### Arhitectura

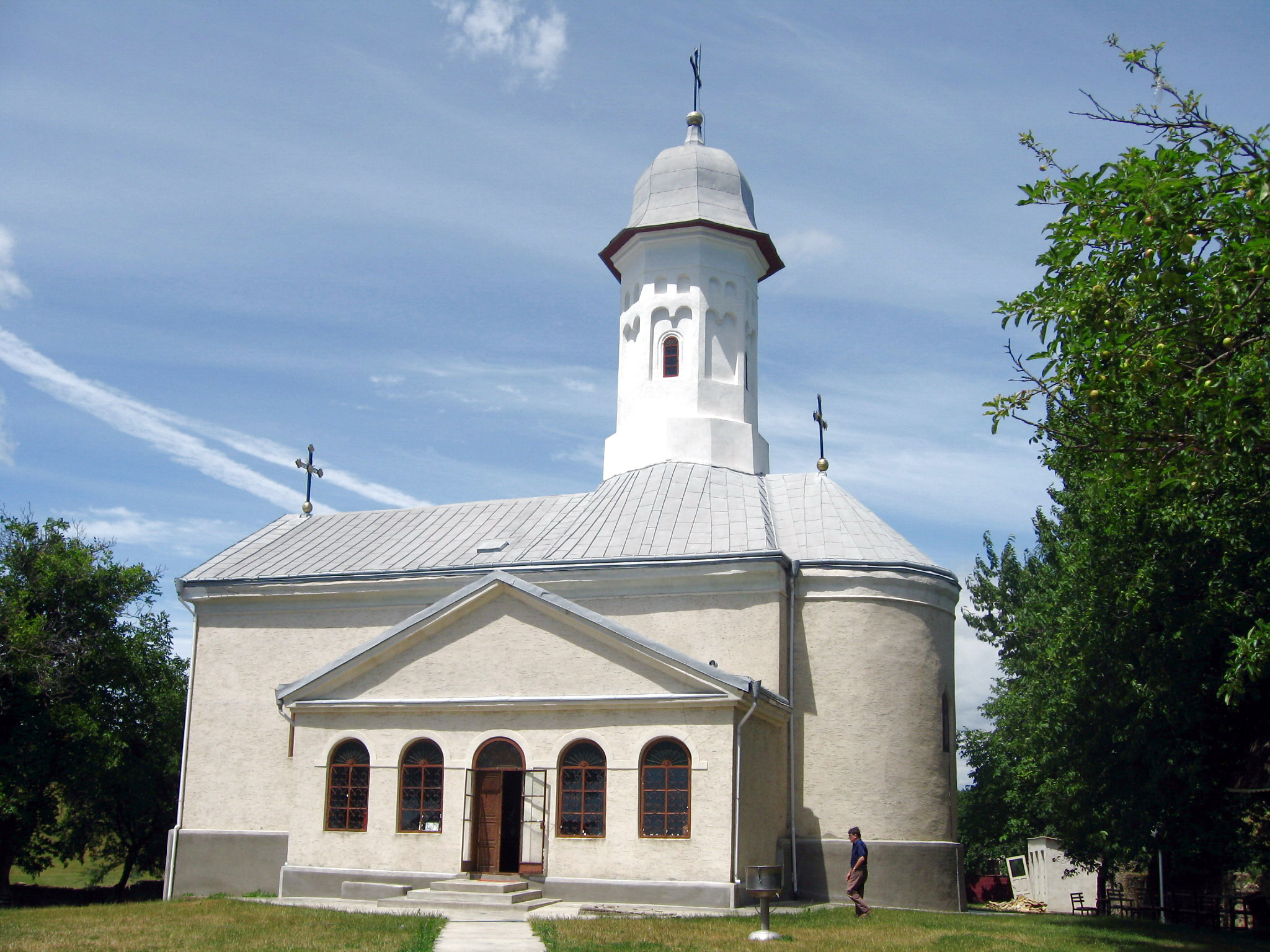
Biserica Mănăstirii Hagigadar

Biserica Mănăstirii Hagigadar este construită în stilul artei moldovenești. Din punct de vedere arhitectonic, ea are o formă dreptunghiulară cu absida altarului spre răsărit așa cum este la toate bisericile armenești. Turla este octogonală și zveltă, asemănătoare cu cea de la Mănăstirea Dragomirna, având patru ferestre înguste dispuse în cele patru puncte cardinale. Pridvorul bisericii are o cornișă triunghiulară cu câte două ferestre de fiecare parte a ușii.
Pronaosul și naosul au bolți realizate în stil moldovenesc. Între pronaos și naos se află un spațiu îngust, cu o boltă semicilindrică, cu dublouri, care amintește de încăperea mormintelor (gropnița) apărută pentru prima dată la biserica Mănăstirii Neamț. Pentru a permite amplasarea a trei altare, cerute de oficierea cultului armean, naosul a fost lărgit. Fostă mănăstire de maici, Mănăstirea Hagigadar a fost și locul de reședință al episcopilor armeni.
Mănăstirea Hagigadar este înconjurată de ziduri de incintă nu foarte înalte. Există nu mai puțin de șase porți de ieșire din incintă. În interior pe lângă biserică, se află o trapeză, un grup sanitar, o fântână cu roată acoperită, o troiță și o clopotniță amenajată între două trunchiuri de copac.

### Obiecte de patrimoniu
În inventarul bisericii se află mai multe icoane vechi, precum: 
- Icoana Maicii Domnului din altar - considerată a fi făcătoare de minuni. Dimitrie Dan menționează că pe icoană se aflau "o grămadă mare de ochi, dinți, urechi, picioare, mâini și așa mai departe, de aur și argint, lucrurile care erau jertfite de oamenii suferinzi".[14]
- o icoană a Sfinților Apostoli Bartolomeu și Iacob, cu o inscripție slavă
- icoanele celor patru evangheliști de pe iconostas
- icoanele Sf. Arhidiacon Ștefan și a Sf. Diacon Laurențiu de pe ușile altarului - cu inscripții în limba română

La sfârșitul secolului al XIX-lea, se afla aici un clopot care fusese găsit cu ocazia săpării unui mormânt în cimitirul Bisericii "Sf. Simion". Acesta avea o inscripție în limba armeană, tradusă astfel: "Amintirea lui Ghetrați Aracheli de la mănăstirea Sfântului Tatevo (Tadeu) din anul 693 (=1244) era scrisă într-o Joia". Pornind de la această inscripție, Dimitrie Dan a tras concluzia că acest clopot fusese adus în secolul al XIII-lea din Armenia.

### Morminte
În curtea mănăstirii se află două morminte armenești. Înaintea ușii de pe latura nordică a bisericii se află mormântul episcopului Grigor Zaharian. Acesta a îndeplinit funcțiile de episcop delegat al armenilor din Moldova (-1806), arhiepiscop al armenilor din Principatele Unite, cu sediul la Iași (1806-1813) și arhiepiscop al Eparhiei Armene din Basarabia, cu sediul la Chișinău (1813-1827). Grigor Zaharian a murit în Moldova, la 23 iunie 1827, nereușind să mai ajungă în Ungaria, unde dorea să-și îngrijească sănătatea. A fost înmormântat la Mănăstirea Hagigadar. Deasupra mormântului său se află o piatră funerară din marmură albă cu o inscripție în limba armeană. Pe această placă de marmură pelerinii au pus zeci de monede pentru îndeplinirea de dorințe.
Cel de-al doilea mormânt este al protoiereului iconom stavrofor Knel Mandalian (1885-1970) și al soției sale, prezbitera Araxi Mandalian (1899-1979). El se află lângă zidul vestic al mănăstirii.

## Loc de pelerinaj

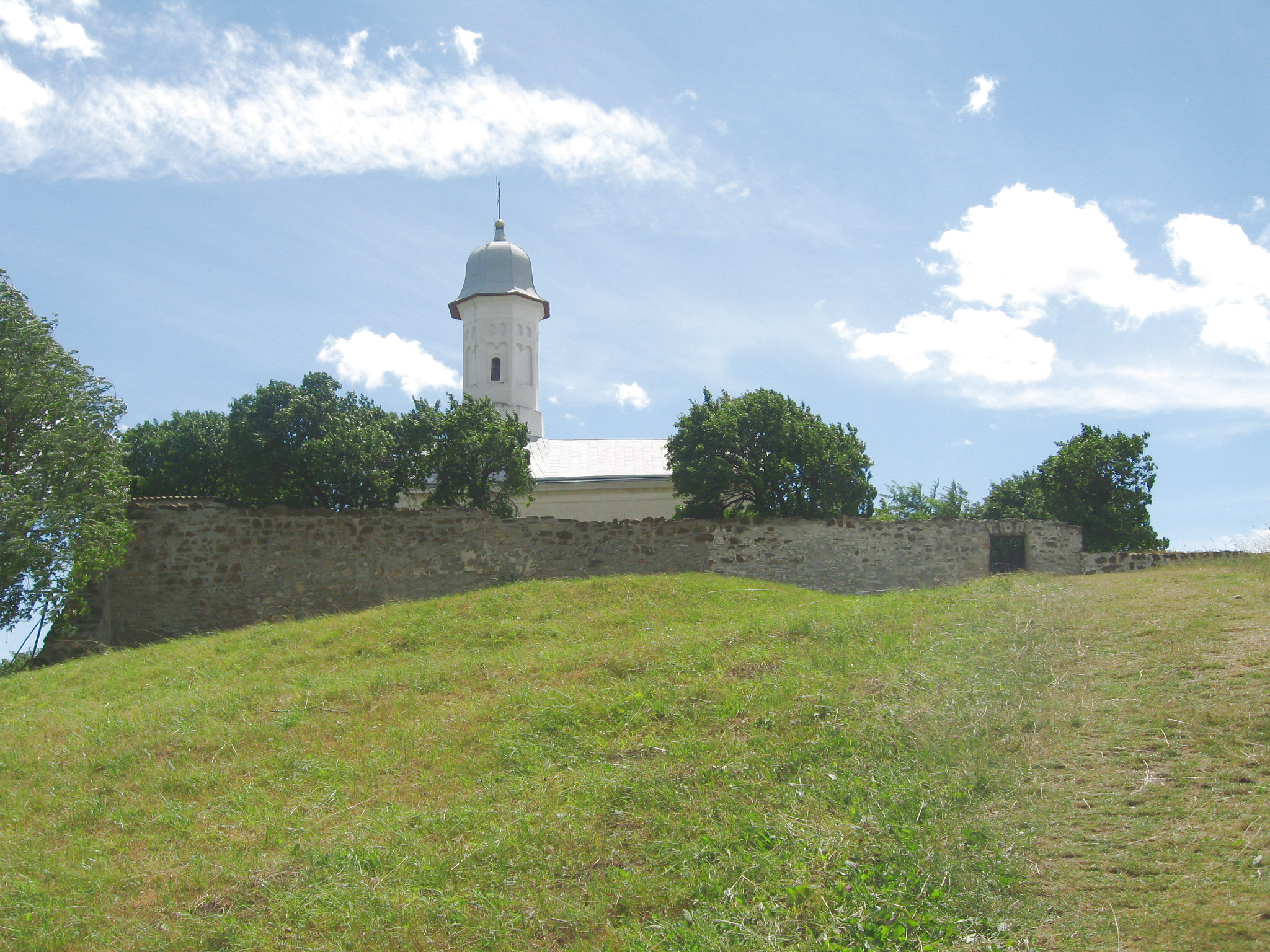
Mănăstirea Hagigadar

Mănăstirea Hagigadar este un important loc de pelerinaj pentru armenii din România și din diaspora. Începând din 1848, armenii au început să meargă acolo de două ori pe an în pelerinaje, ca urmare a făgăduinței făcute lui Dumnezeu de a-i cruța de holera asiatică, și anume în duminica din preajma sărbătorii creștine a Adormirii Maicii Domnului (15 august) și în ziua de sărbătoare a Sfântului Iacob (29 decembrie). Liturghia se celebrează aici de trei ori pe an, cu prilejul următoarelor sărbători: Adormirea Maicii Domnului, Schimbarea la Față și Sfinții Ioachim și Ana.
La sfârșitul secolului al XIX-lea, era obiceiul ca membrii comunității armenești din Suceava să organizeze o colectă de două ori pe an (de Adormirea Maicii Domnului - hramul bisericii și de Sfinții Ioachim și Ana - la inițiativa familiei Pruncul); cu banii strânși se cumpărau vite cornute, care erau tăiate, iar carnea lor era împărțită săracilor la Mănăstirea Hagigadar. Acest obicei, numit Madach, era o jertfă adusă zeiței păgâne Anahit, înainte de convertirea armenilor la creștinism, dar a fost păstrat și după creștinarea armenilor.
Cea mai importantă sărbătoare este hramul bisericii (Adormirea Maicii Domnului), care se sărbătorește întotdeauna în duminica ce precede ziua de 15 august. Pelerinajul este condus de către parohul armean din Suceava, la el participând lideri ai armenilor din România și uneori și înalți ierarhi.
Mănăstirea Hagigadar este cunoscută ca Mănăstirea Dorințelor. Tradiția orală spune că orice dorință pentru care credincioșii se roagă în această zi, li se va împlini, dacă vor respecta toate ritualurile. Tradiția spune că nu este bine să vorbești dacă vrei ca dorința să-ți fie ascultată.
După un obicei vechi, credincioșii care se roagă pentru împlinirea dorințelor țin un moment de reculegere și fac o cruce până la pământ. Apoi se așază în genunchi cu ochii închiși și cu frunțile la pământ și urcă astfel în tăcere dealul pe care este amplasată biserica, oprindu-se din când în când pentru a se ruga și a aprinde o lumânare. Ei intră pe poarta bisericii tot în genunchi și continuă să meargă în acest fel în jurul bisericii, înconjurând-o de trei ori și rugându-se la toate cele patru colțuri.
După oficierea slujbei în limba armeană, toți cei care sosesc la Mănăstirea Hagigadar, indiferent de religie, sunt invitați la o agapă creștină numită “hurban”, la care se servesc mâncăruri specific armenești. Pelerinii sunt serviți cu această ocazie cu "aganciabur" (supa de urechiușe), o supă cu un fel de găluște umplute cu carne de vită și cu tradiționalul pilaf cu carne de vită. Bucatele sunt pregătite în ajunul hramului, cazanele în care fierbe carnea de vită fiind sfințite de un sobor de preoți. Conform tradiției, dacă un credincios face în ajunul hramului 40 de urechiușe din aluat, atunci Domnul îi va îndeplini o dorință.
În majoritatea timpului, biserica este închisă, preotul armean din Suceava venind aici doar în zilele de joi și vineri, pentru a oficia slujba de sfințire a apei câte o oră pe zi. Majoritatea credincioșilor n-au văzut vreodată biserica pe dinăuntru.

## Imagini

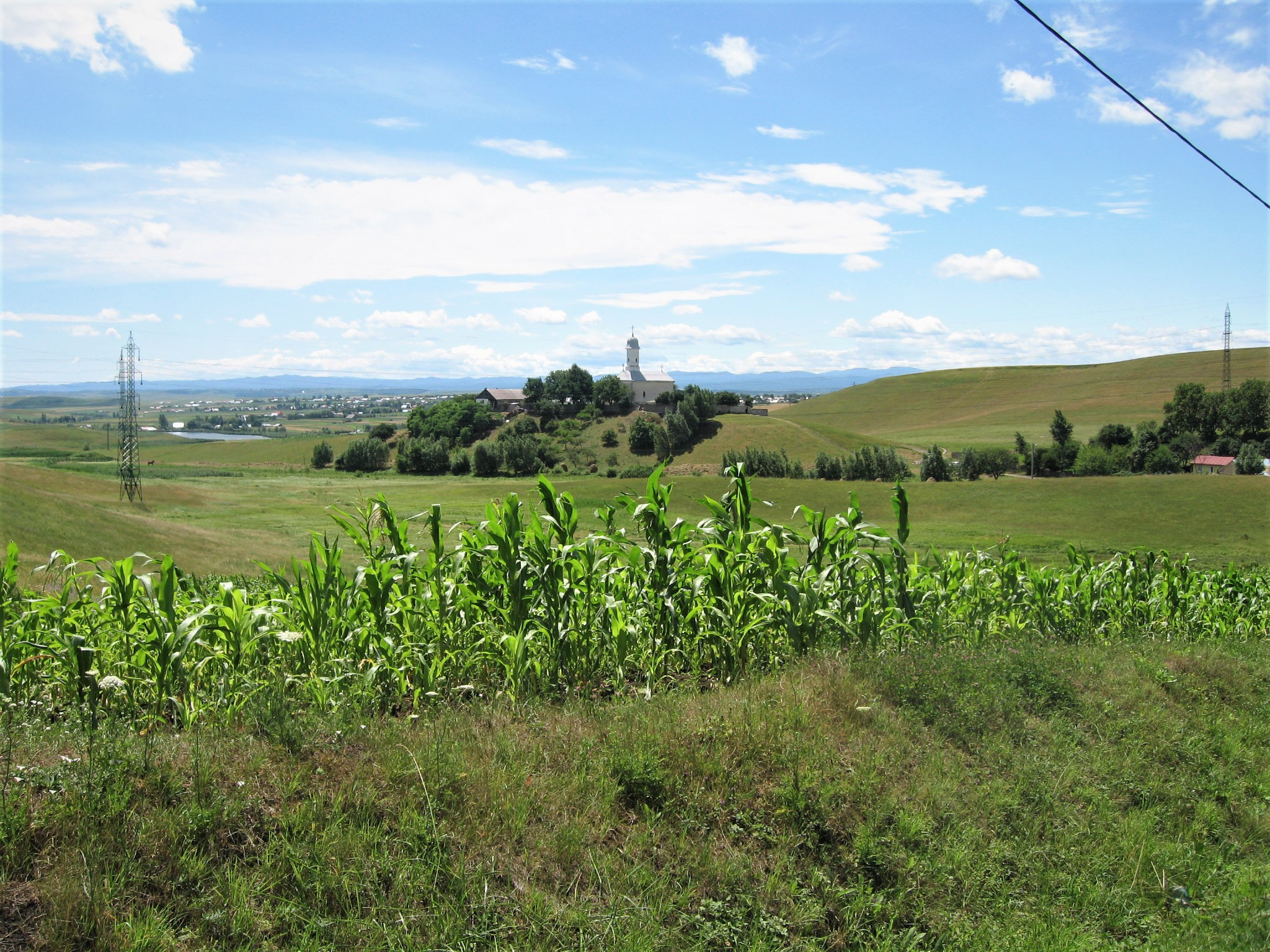
Vedere de la drumul european. În stânga Mănăstirii se observă Iazul Moara.
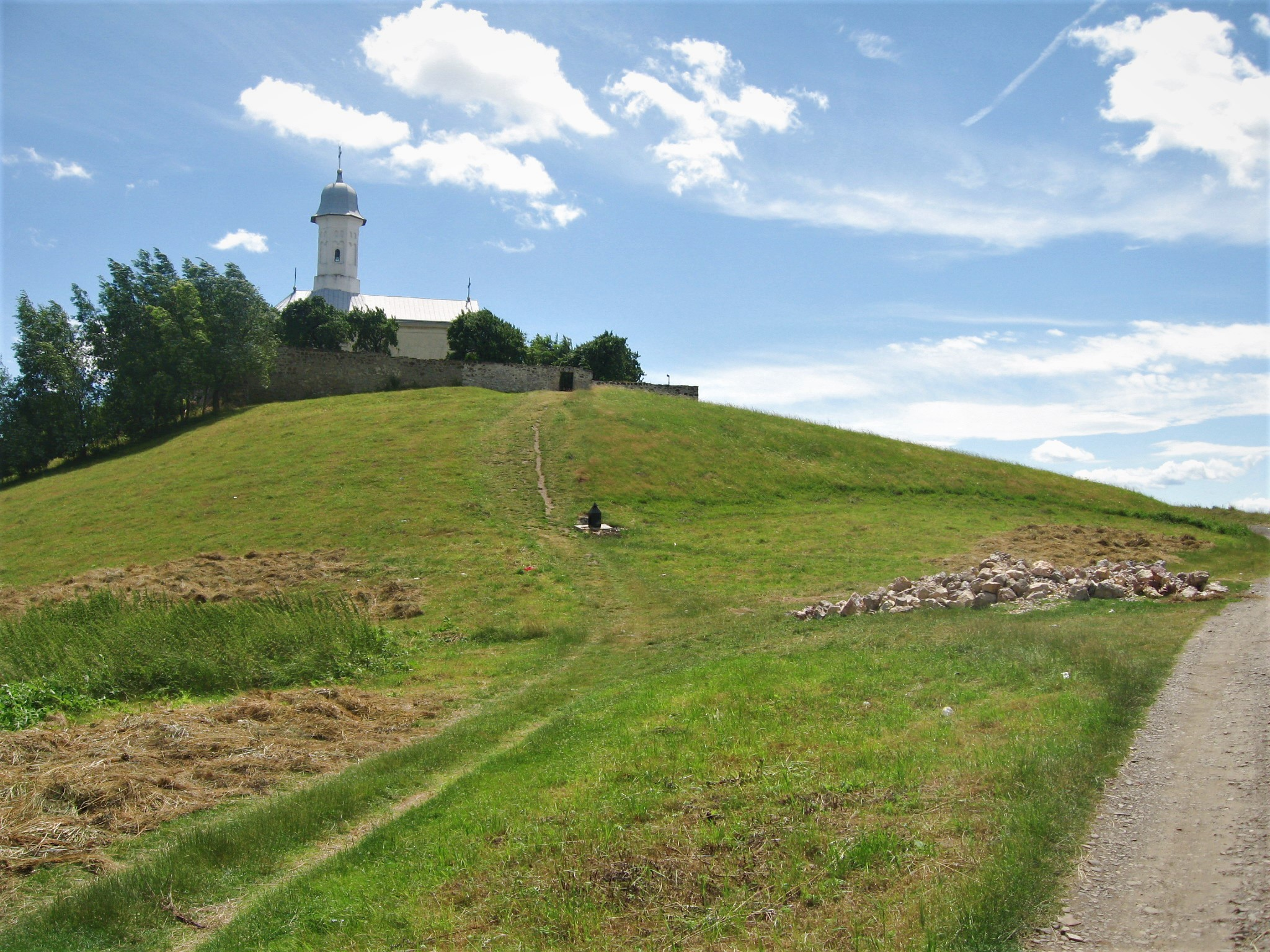
Drumul la mănăstire
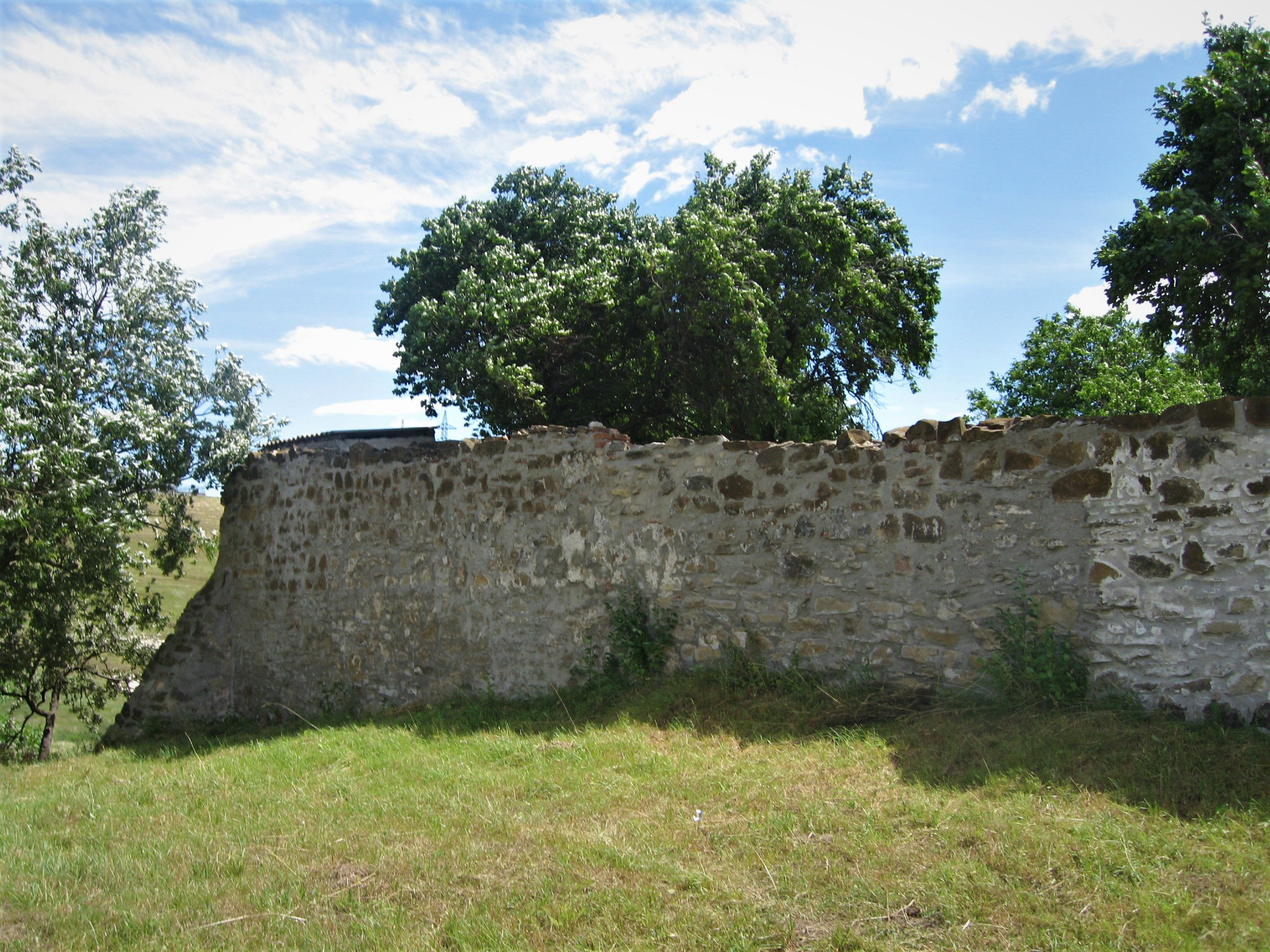
Detaliu al zidului de incintă
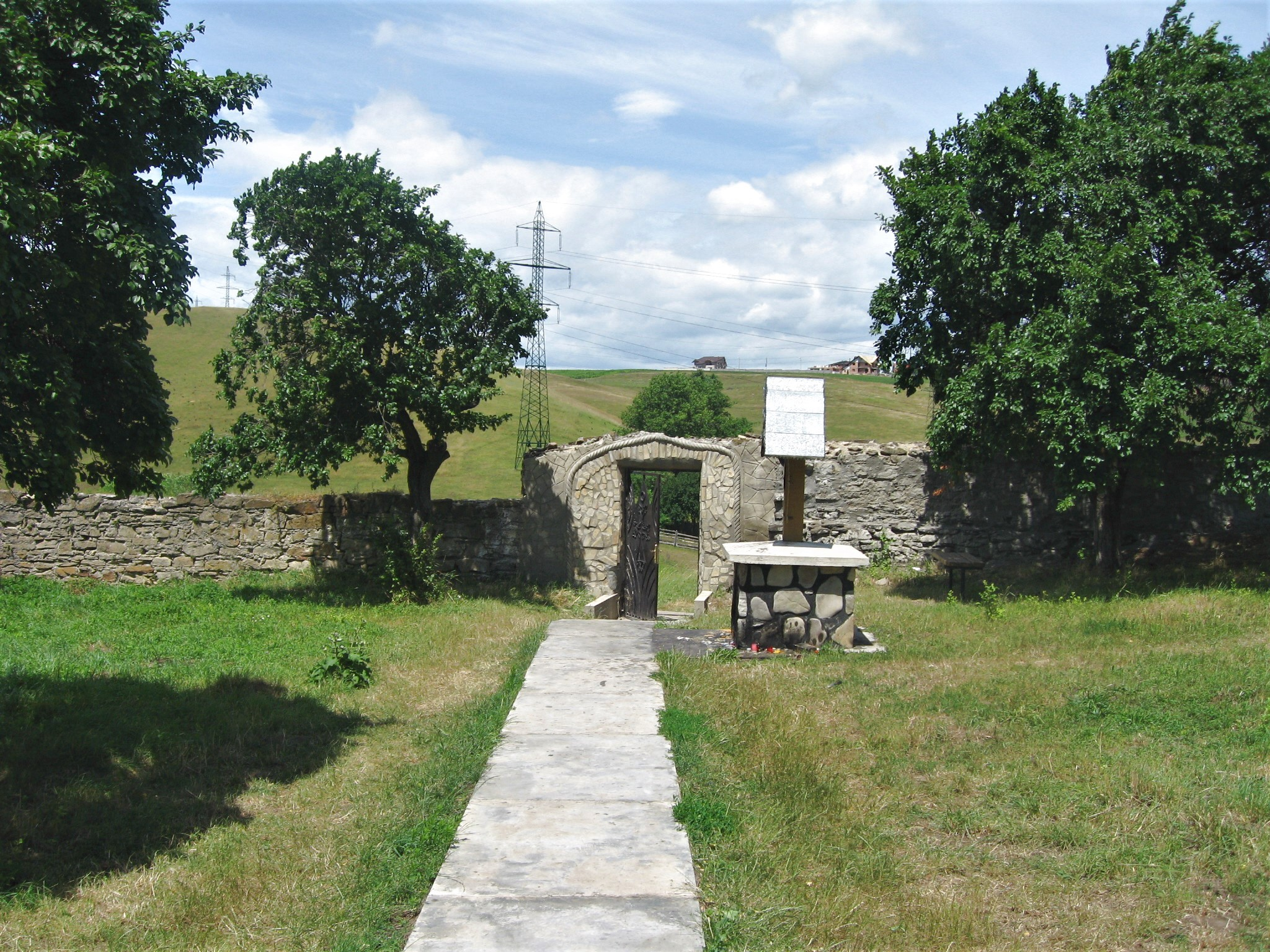
Intrarea în mănăstire (vedere din interior)
Piatră de mormânt
Mormântul pr. Knel Mandalian
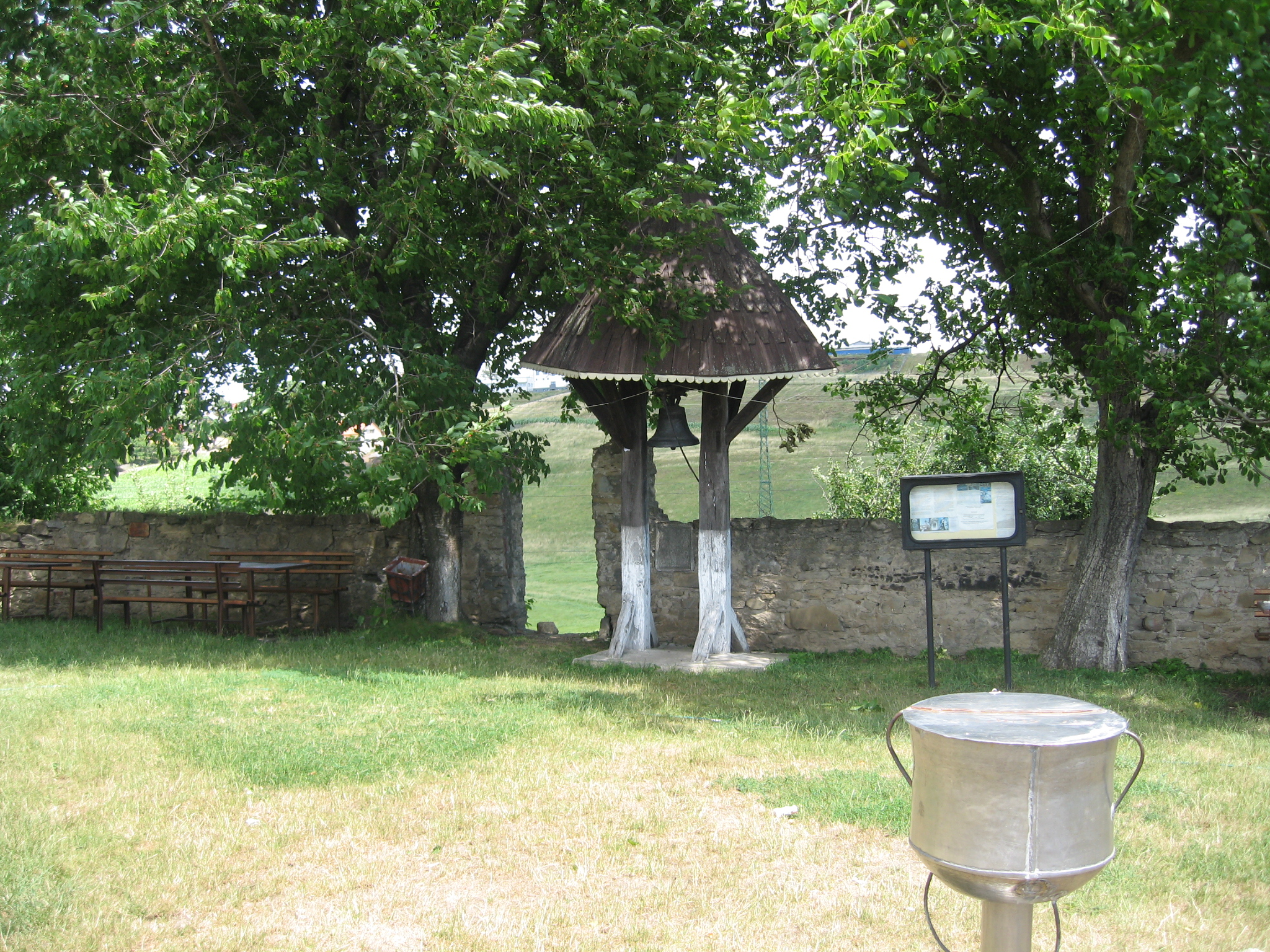
Clopotniţa
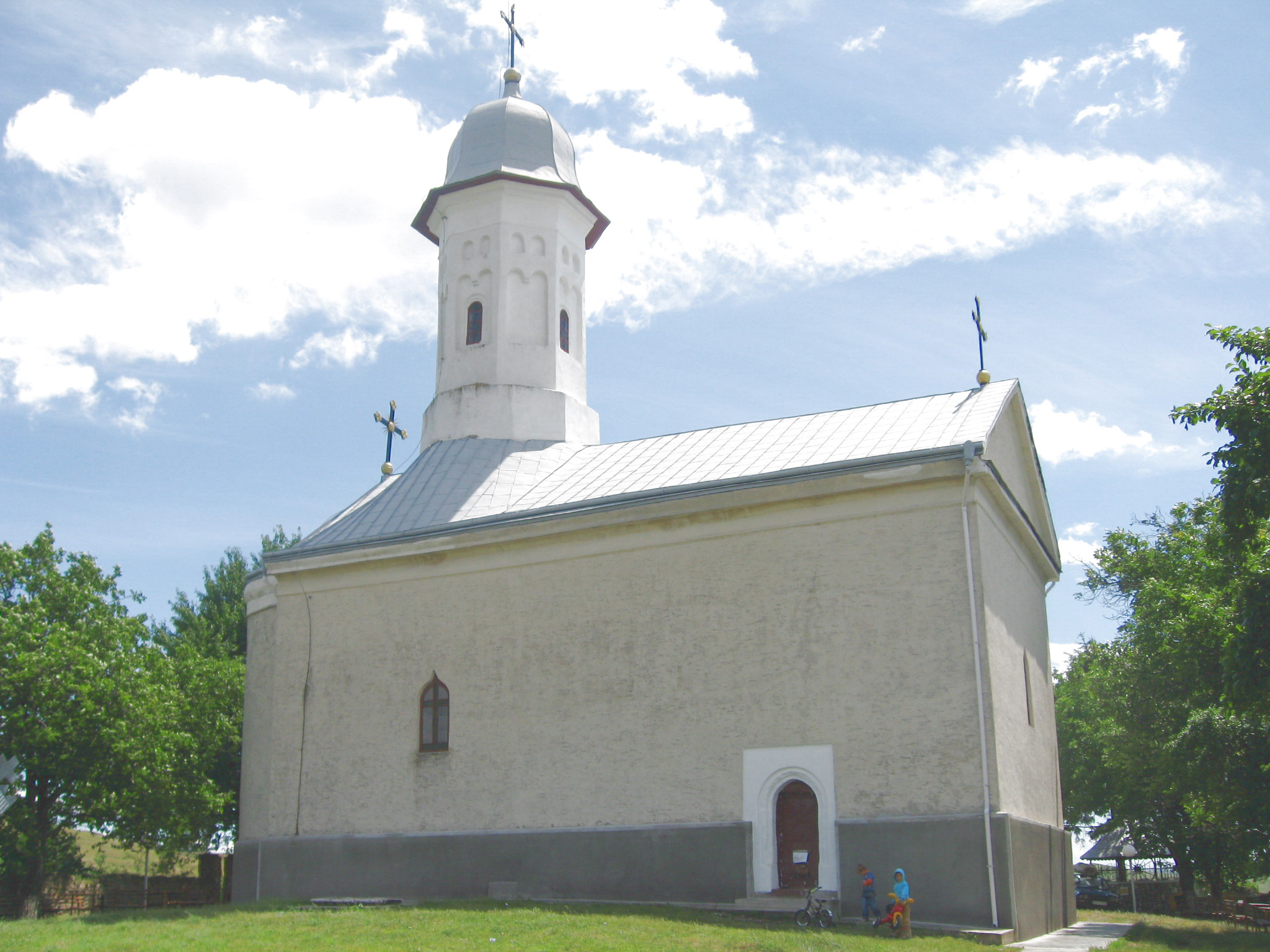
Biserica mănăstirii (intrarea din pronaos)
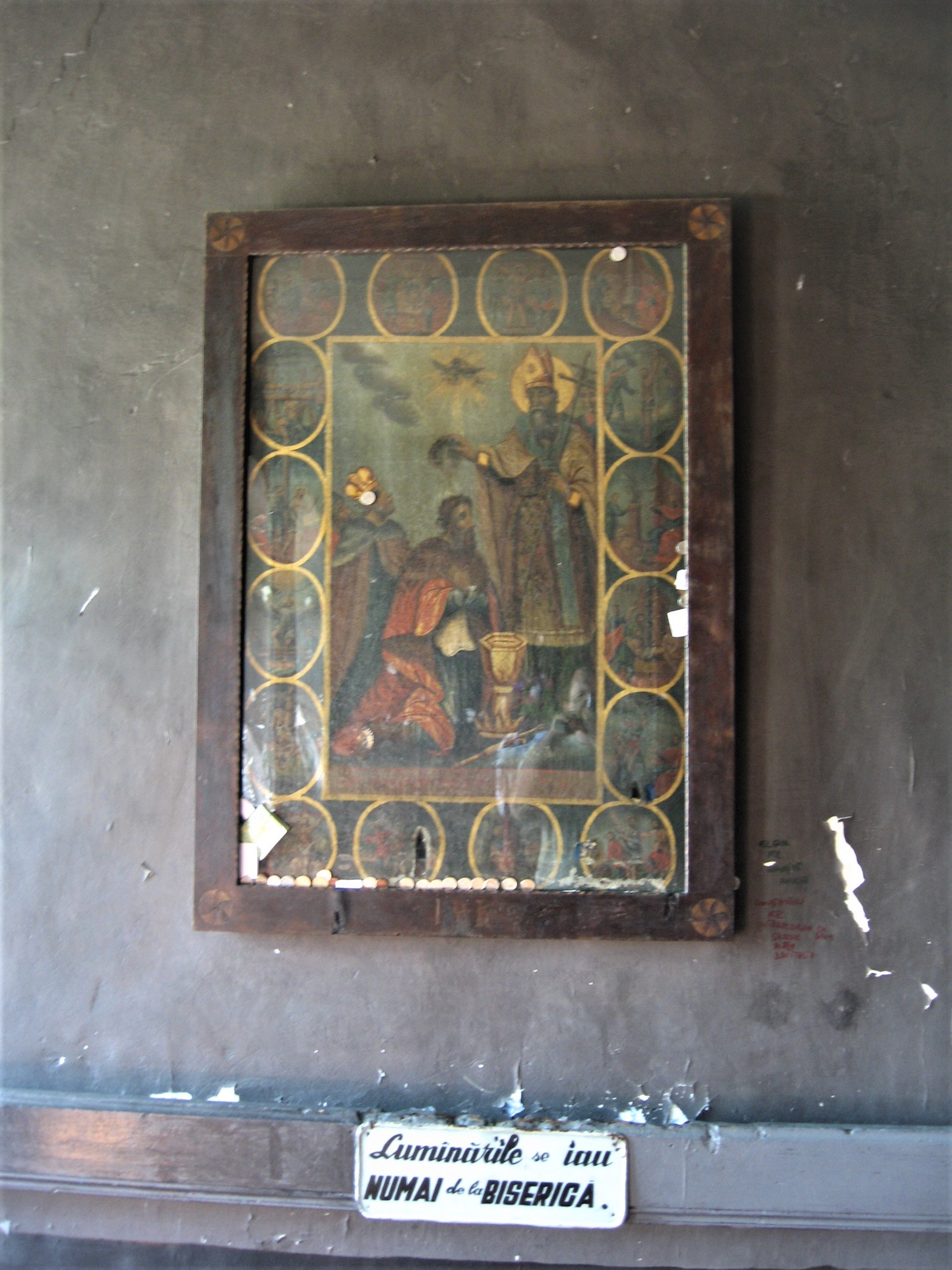
Icoana Sf. Grigore Luminătorul
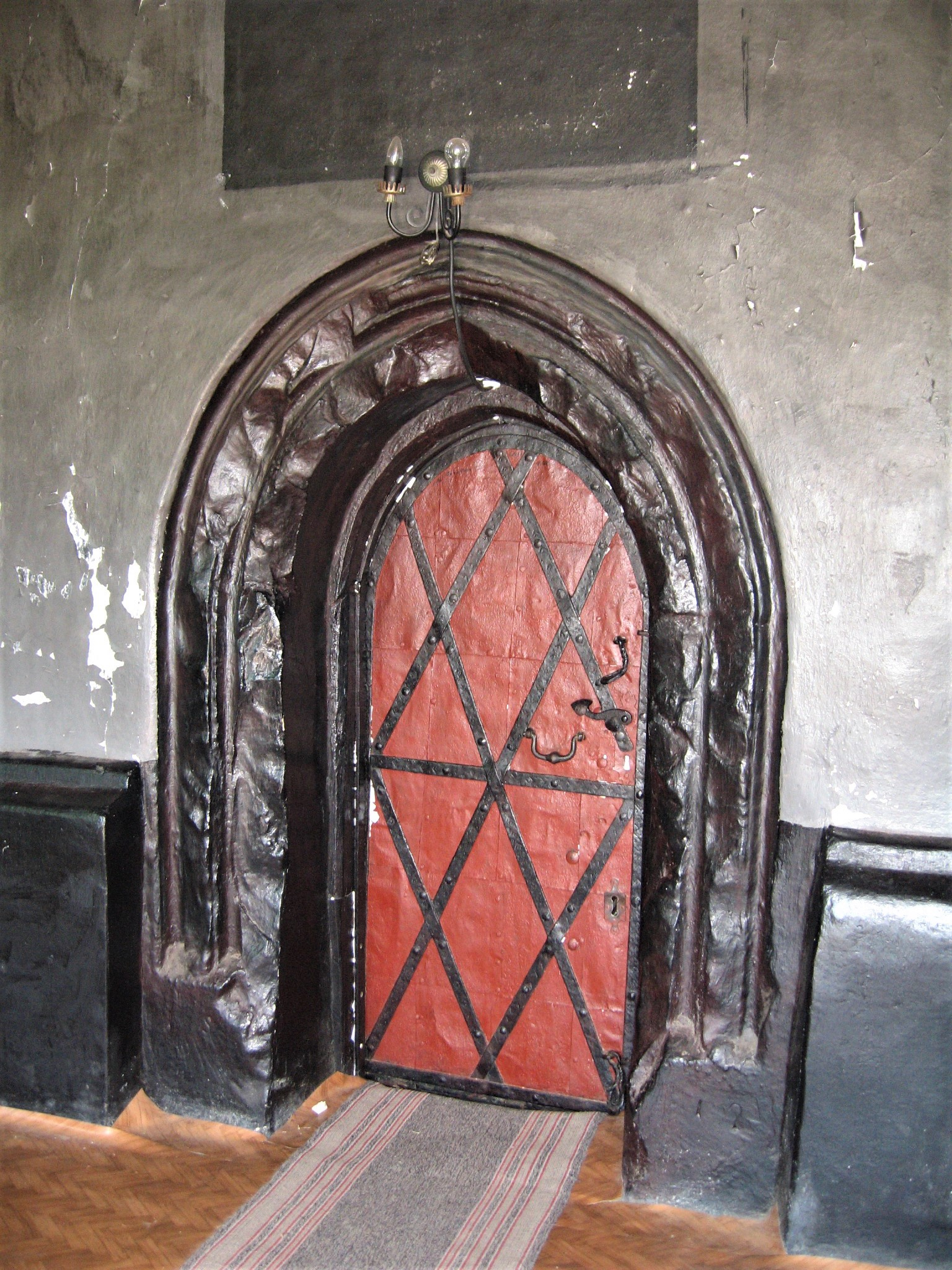
Uşă de intrare în biserică
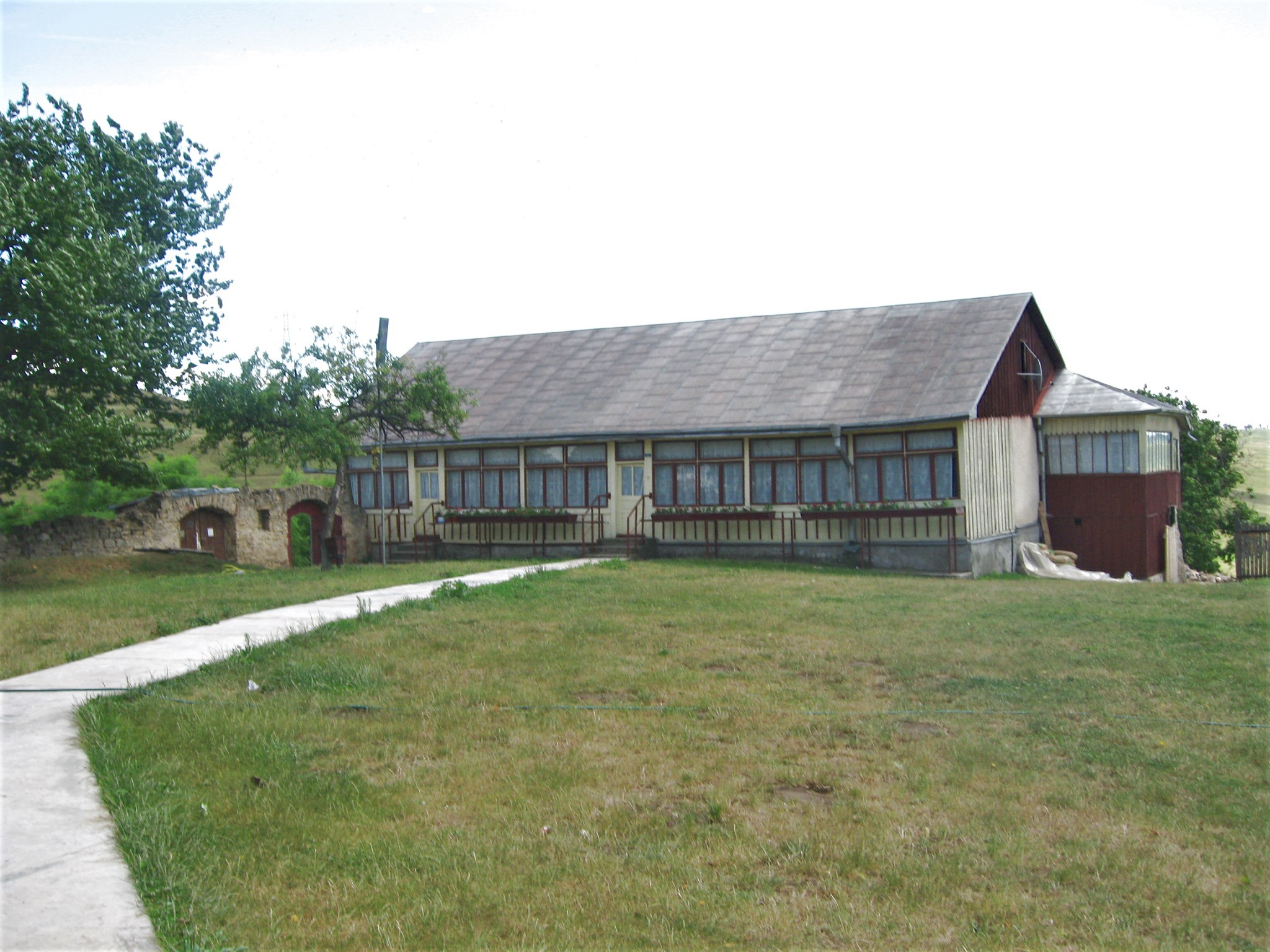
Trapeza
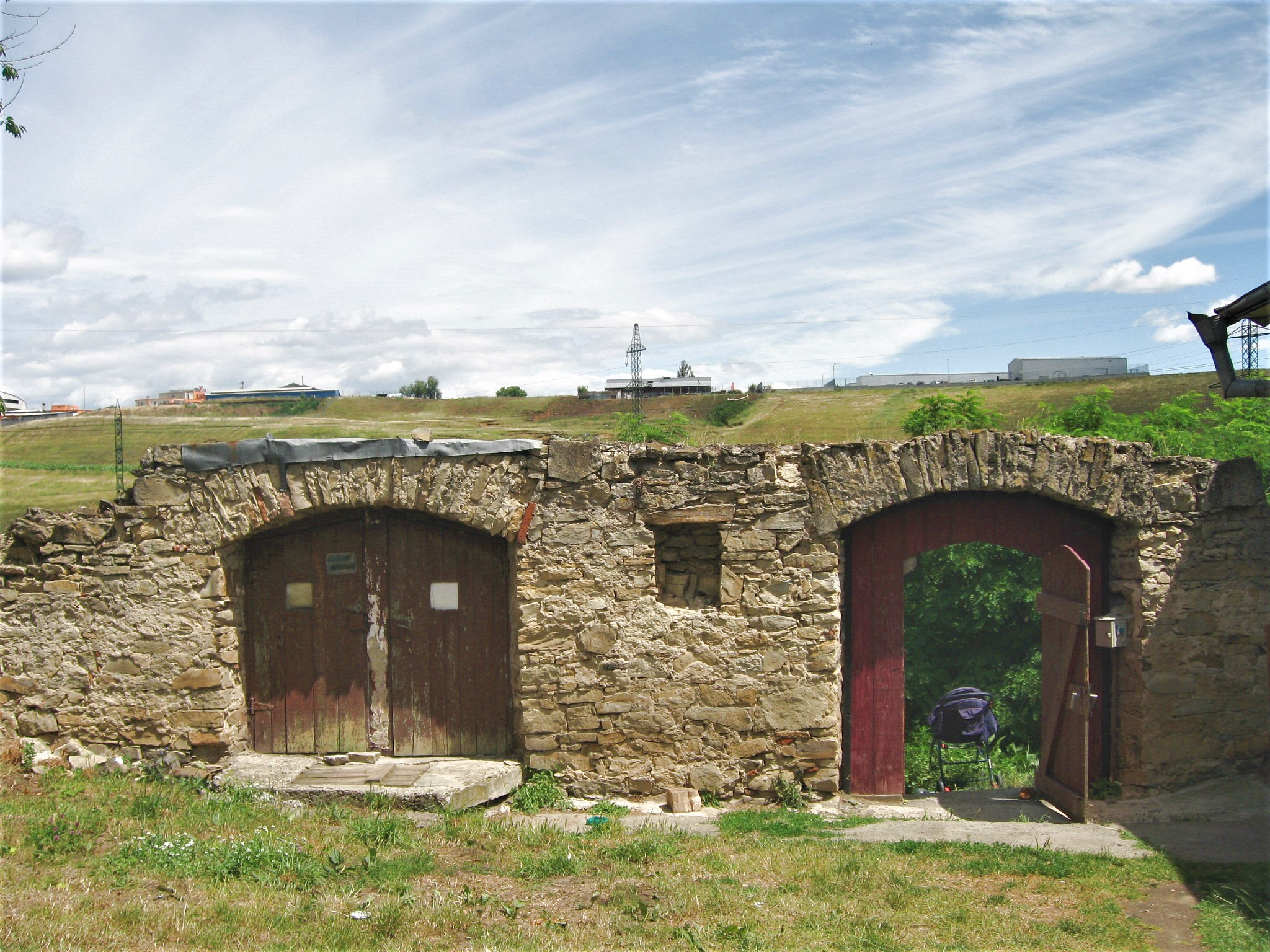
Ieşiri în zidul de incintă

## Vezi și
- Mănăstirea Zamca